# Municipio de Luverne
El municipio de Luverne (en inglés: Luverne Township) es un municipio ubicado en el condado de Rock en el estado estadounidense de Minnesota. En el año 2010 tenía una población de 479 habitantes y una densidad poblacional de 5,72 personas por km².

## Geografía
El municipio de Luverne se encuentra ubicado en las coordenadas 43°37′37″N 96°14′29″O / 43.62694, -96.24139. Según la Oficina del Censo de los Estados Unidos, el municipio tiene una superficie total de 83.71 km², de la cual 83,47 km² corresponden a tierra firme y (0,28 %) 0,24 km² es agua.

## Demografía
Según el censo de 2010, había 479 personas residiendo en el municipio de Luverne. La densidad de población era de 5,72 hab./km². De los 479 habitantes, el municipio de Luverne estaba compuesto por el 98,12 % blancos, el 0,84 % eran afroamericanos, el 0,63 % eran de otras razas y el 0,42 % eran de una mezcla de razas. Del total de la población el 0,63 % eran hispanos o latinos de cualquier raza.